# Ultra alto vuoto
L'ultra alto vuoto (in inglese: ultra-high vacuum da cui l'acronimo UHV) è caratterizzato da una pressione più bassa di 10−7 pascal o 100 nanopascal (10−9 mbar, 7.5x10−10 torr).
A questi livelli di pressione il cammino libero medio delle molecole del gas è maggiore di 40 km, per cui in genere la collisione con la parete della camera da vuoto è il fenomeno dominante;
quindi quasi tutte le interazioni molecolari avvengono sulle superfici della camera.
Condizioni di UHV sono necessarie per alcune ricerche in campo scientifico, come gli esperimenti di scienza delle superfici che spesso richiedono delle superfici dei campioni pulite da un punto di vista chimico cioè prive di  adsorbati. Alcune strumentazioni di analisi delle superfici come la spettroscopia fotoelettronica a raggi X o lo scattering di ioni di bassa energia necessitano di tale tipo di vuoto. Gli acceleratori di particelle come ad esempio  LHC hanno la tubazione di molti chilometri in un vuoto di questo tipo, ma anche tali condizioni di vuoto sono necessarie negli  interferometri usati per la rivelazione di onde gravitazionali.

## Criticità per UHV
Per raggiungere condizioni di UHV in genere è necessario utilizzare vari tipi di pompe da vuoto in serie. La superficie della camera da vuoto deve essere la più piccola possibile. Le tubature tra la pompe da vuoto e la camera da vuoto debbono essere di alta conduttanza quindi larghe, corte e senza costrizioni. I materiali da usare debbono avere un basso degassamento, per questa ragione si usano speciali acciai inossidabili. Si deve evitare che si formino sacche di gas nei bulloni o nelle saldature. Tutti i metalli devono essere elettro-lucidati dopo essere stati lavorati meccanicamente o saldati. I materiali da usare debbono avere bassa tensione di vapore, per cui  sono adatti solo alcuni metalli e vetri e le ceramiche. 
Il sistema va scaldato ad alta temperatura prima dell'uso per rimuovere acqua o idrocarburi adsorbiti dalle superfici.
Durante l'uso può essere necessario raffreddare la camera a temperature  criogeniche. La camera da vuoto non deve essere contaminata dai grassi della pelle per cui l'uso di guanti è necessario quanto si maneggiano parti del sistema. In un sistema da UHV ideale i gas residui più comuni sono l'Idrogeno e il Monossido di carbonio, tali gas diffondono dai bordi di grano dell'acciaio inossidabile. L'Elio diffonde dall'esterno attraverso il vetro, ma, essendo non presente nell'atmosfera, non rappresenta in genere un problema.

## Degassamento
Si definisce degassamento il rilascio di gas che è dissolto, intrappolato o assorbito superficialmente in alcuni materiali. Il degassamento è
un problema per i sistemi di ultra alto vuoto. Tra le cause del degassamento non si può escludere la sublimazione che rappresenta un problema per materiali con alta tensione di vapore, che per questa ragione sono da evitare negli impianti di ultra alto vuoto (acciaio inossidabile e ceramiche hanno bassa tensione di vapore).
Il degassamento del gas intrappolato è dovuto a una causa diversa; vi sono alcuni metalli tra cui il  Palladio o il 
Titanio che pur avendo bassa tensione di vapore sono delle spugne per l'idrogeno, cioè hanno una struttura cristallina che ha zone vuote in cui possono alloggiare atomi di piccole dimensioni, tali materiali creano problemi di degassamento. Le plastiche in genere sono porose per molti gas e quindi sono in genere da evitare.
Il degassamento dovuto alle superfici è un problema più complesso. A pressioni estremamente basse è molto maggiore il numero di molecole assorbite dalle pareti della camera da vuoto di quelle che fluttuano nel volume del recipiente, quindi estrarre le molecole dalle superfici è più importante che preoccuparsi di quelle fluttuanti per raggiungere UHV. Una qualsiasi camera da vuoto aperta all'aria accumula sulla sua superficie un sottile strato di vapor d'acqua (la molecola d'acqua è molto polare e quindi facilmente si lega alle superfici). L'evaporazione dell'acqua a temperatura ambiente è un processo estremamente lento, ma rappresenta una contaminazione significativa. Per questa ragione i sistemi in UHV sono scaldati a temperature abbastanza elevate, fino a 400 °C, durante la fase preparatoria in cui agiscono le pompe da vuoto; tale processo può durare anche qualche ora. Mentre durante il funzionamento vero e proprio le pareti della camera possono essere raffreddate alla temperatura dell'azoto liquido per congelare i gas adsorbiti dalle superfici.

## Costituzione del sistema

### Pompe da vuoto
Non esiste una singola pompa da vuoto che possa portare una camera da vuoto da pressione atmosferica ad ultra alto vuoto. Invece vengono utilizzate in serie varie pompe da vuoto in funzione del loro intervallo di funzionamento. Una pompa primaria estrae gran parte del gas dalla camera portando il vuoto da pressione atmosferica a qualche centinaio di pascal, in seguito il processo viene completato da una o più pompe secondarie che lavorano a più bassa pressione. Le pompe comunemente usate in questo secondo stadio per raggiungere UHV sono:
- Pompe turbomolecolari di moderna concezione con cuscinetti magnetici.
- Pompe criogeniche
- Pompe ioniche.
- Pompe a sublimazione di titanio
- Pompe a getter

### Airlocks
Per risparmiare tempo e migliorare la qualità del vuoto UHV spesso viene usato un airlock. L'airlock è una camera sigillata sotto vuoto con due valvole una verso la camera di UHV e l'altra verso la pressione atmosferica attraverso cui i campioni o gli oggetti in lavorazione sono introdotti. Dopo avere introdotto i campioni e avere chiuso la valvola verso pressione atmosferica con un sistema da 
vuoto diverso da quello del sistema UHV, l'airlock è portato ad alto vuoto. In alcuni casi i campioni in questa fase vengono riscaldati per eliminare gas adsorbiti sulla superficie. A questo punto la valvola di comunicazione con l'UHV viene aperta e un braccio, spesso robottizzato, trasferisce rapidamente i campioni nel sistema UHV, subito dopo la valvola di comunicazione viene rapidamente richiusa. Mentre i processi avvengono nella camera da UHV, un altro campione può essere introdotto nell'airlock iniziando di nuovo la procedura. Il gas che entra quando si mette in comunicazione l'airlock con la camera principale può facilmente essere rimosso prima che vada ad essere adsorbito dalle pareti della camera da vuoto, la breve durata del processo di trasferimento è quindi fondamentale.
Un sistema con airlock non ha bisogno di essere riscaldato ad alta temperatura e l'UHV migliora nel tempo anche se nuovi campioni vengono introdotti attraverso l'airlock.

### Guarnizioni
Le guarnizioni per UHV sono costituite da una parte in metallo tagliente che incide sulla guarnizione vera e propria di metallo morbido, in genere si tratta del Rame che ha una bassa tensione di vapore.
Queste guarnizioni metallo-metallo funzionano fino a pressioni di 100 pPa. Sono considerate guarnizioni da usare una sola volta, ma operatori abili, regolando via via in maniera maggiore la penetrazione nel metallo morbido, possono usare per più volte la stessa guarnizione, purché i metalli taglienti siano in perfette condizioni.

### Considerazioni sui materiali
Molti materiali comuni non possono essere usati a causa dell'elevata pressione di vapore, dell'elevata adsorbibilità, dell'assorbimento superficiale con conseguente conseguente fastidioso degassamento o dell'elevata permeabilità:
- La maggior parte dei  composti organici non possono essere utilizzati.
  - Materie plastiche, tranne il  teflon e il  PEEK, nella maggior parte delle applicazioni sono rimpiazzate da  ceramiche o metalli. Raramente si utilizzano elastomeri fluorurati nel caso che non possano essere usate guarnizioni metalliche. Gli elastomeri fluorurati sono debolmente porosi al gas e hanno un fastidioso degassamento del vapore d'acqua, un preriscaldamento durante la fase iniziale di riduzione della pressione minimizza questo effetto.
  - Colle: solo colle speciali adatte per alto vuoto. In genere sono colle epossidiche riempite con minerali, il più comune è l'amianto. Tale materiale permette di avere colle epossidiche che conservano le loro proprietà dopo molti cicli di riscaldamento.
- acciai, gli acciai con elevato contenuto di carbonio non sono adatti, in quanto l'ossido di carbonio aumenta di molto la superficie assorbente, per questa ragione solo l'acciaio inossidabile può essere utilizzato. Anche tra gli acciai inossidabili la scelta va fatta tra gli  austenitici con basso contenuto di zolfo e senza piombo.

La scelta in genere ricade sugli acciai inossidabili 304 e 316 che contengono almeno 18% di cromo e 8% di nickel. Esistono varianti di questi acciai i 304L e 316L (basso contenuto di carbonio), spesso avendo come additivi niobio e molibdeno per ridurre la formazione di carburo di cromo, che rappresenta un problema per la resistenza alla corrosione. Infatti tale materiale precipita sui bordi di grano e rende l'acciaio meno resistente alla ossidazione.
- Piombo: La  saldatura è in genere fatta non utilizzando la lega di stagno piombo. Se proprio necessario piombo puro è usato come guarnizione invece del rame.
- L'Indio è particolarmente morbido e viene usato come guarnizione in impianti di ultra alto vuoto che operano a temperature  criogeniche, ma il suo basso punto di fusione non permette il riscaldamento dell'impianto. L'indio a differenza del rame può essere riutilizzato in quanto può essere trafilato a freddo mediante comuni  torchi, dopo essere facilmente purificato fondendolo.
- Zinco, Cadmio: sono da evitare in quanto hanno una alta pressione di vapore alle temperature a cui viene riscaldato il sistema in fase di decontaminazione.
- Alluminio: avrebbe una tensione di vapore inadeguata per l'UHV, ma naturalmente si forma uno strato di ossido che impedisce la corrosione e quindi attualmente è considerato un buon materiale per UHV senza particolari accortezze. L'ossido superficiale sull'alluminio metallico è una protezione, mentre l'ossido di alluminio che rimane dopo la sabbiatura è considerato un contaminante da evitare.
- La pulizia è molto importante negli impianti di UHV. Sicuramente deve essere eliminata ogni traccia di grasso con opportuni detergenti (solventi) o  cloruri organici. L'elettro-lucidatura è spesso utilizzata per ridurre l'area della superficie da cui possono essere emessi i gas assorbiti. L'acciaio inossidabile viene attaccato da un bagno di acido fluoridrico e nitrico che forma una superficie ricca di cromo, una successiva immersione in acido nitrico  passiva la superficie del cromo ossidandolo. L'ossido di cromo rappresenta una efficace barriera per la diffusione dell'idrogeno.

Limitazioni tecniche:
- Viti: le filettature hanno una grande area e intrappolano gas, sono perciò da evitare. In modo particolare sono da evitare fori ciechi, che intrappolano gas alla base della vite che esce lentamente attraverso la filettatura: sono comunemente dette perdite virtuali. Quindi l'uso di fori passanti e vie di fuga di gas normali all'asse della vita possono mitigare i problemi connessi con le viti[1].
- Saldatura: Non possono essere usati  saldatura ad arco o  saldatura a metallo protetto, dovuto al fatto che le scorie prodotte introducono cavità o porosità. La tecnica più usata è la  saldatura ad Argon con appropriato materiale di riempimento. Sono possibili anche altre tecniche come la saldatura a fascio elettronico o la saldatura laser. Tutte le tecnologie debbono essere evitate le scorie per impedire la formazioni di vuoti o porosità.

### Manipolatori per UHV
Un manipolatore per UHV permette di posizionare meccanicamente un oggetto all'interno della camera da vuoto in condizioni di vuoto. Il sistema può permettere moti rotatori e lineari o la combinazione di entrambi. I dispositivi più complessi permettono movimentazione lungo tre assi e rotazione attorno a due di questi assi. Per generare il movimento meccanico all'interno della camera, tre meccanismi sono comunemente usati: un accoppiamento meccanico attraverso la parete della camera (ad esempio un soffietto di metallo saldato), un accoppiamento magnetico che trasferisce dal lato aria al lato vuoto i campioni e la movimentazione vera e propria all'interno della camera.
Quest'ultima parte viene eseguita con diverse tecniche  motori passo-passo, manopole, motori  piezoelettrici. L'uso in vuoto dei motori richiede una progettazione opportuna, in quanto in UHV non vi è il raffreddamento delle bobine da parte dei  moti convettivi che invece è presente a pressione atmosferica.
Il manipolatore o il portacampione può avere altre funzioni che permettono un controllo o test aggiuntivi sul campione, ad esempio permette di riscaldarlo, raffreddarlo, applicare campi elettrici o magnetici. Il riscaldamento del campione può essere fatto mediante bombardamento elettronico o radiazione termica. Nel caso di bombardamento elettronico il portacampione viene equipaggiato con un filamento ad alta tensione che emette elettroni. Gli elettroni bombardando il campione e lo riscaldano. Mentre per la radiazione termica, il filamento è posto molto vicino al campione e riscaldato per effetto Joule, la radiazione infrarossa del filamento riscalda il campione. 

## Usi tipici
L'ultra alto vuoto è necessario per molte tecniche analitiche delle superfici:
- Spettroscopia fotoelettronica a raggi X (XPS)
- Spettroscopia Auger (AES)
- Spettrometria di massa di ioni secondari (SIMS)
- Spettroscopia di desorbimento termico (TPD)
- Crescita e preparazione di  film sottili che richiedono purezze particolare come epitassia da fasci molecolari (MBE),

UHV deposizione chimica da vapore (CVD), deposizione di strati atomici (ALD) e la UHV deposizione con laser impulsati (PLD)
- Spettroscopia di fotoemissione risolta in angolo (ARPES)
- Microscopio a emissione di campo (FEM)
- Tomografia a sonda atomica (APT)

UHV è necessario per ridurre la contaminazione delle superfici, riducendo il numero di molecole che bombardano la superficie durante un intervallo di tempo, per dare una stima alla pressione di 0.1 millipascal (7.5x10−7 torr), in un secondo viene coperto con uno strato molecolare da un contaminante tutta la superficie, quindi per esperimenti che hanno una durata temporale maggiore sono necessarie pressioni molto più basse.
UHV è anche necessario per:
- Acceleratori di particelli ad esempio l'Large Hadron Collider, il più grande acceleratore sulla terra ha tre sistemi di alto vuoto.
- Interferometri per la  rivelazione di onde gravitazionali. Ad esempio in Virgo lungo i bracci da 3 km vi è un vuoto inferiore a 3 μPa.
- Esperimenti di fisica atomica che usano atomi freddi in  trappole ioniche o per fare  condensati di Bose-Einstein.

In alcune applicazioni seppure non necessario l'UHV è desiderabile tra queste citiamo:
- Microscopio a forza atomica, in questo caso UHV rende possibile un grande fattore di merito per le oscillazioni del cantilever.
- Microscopio a effetto tunnel. L'alto vuoto riduce l'ossidazione e contaminazione, perciò permette di acquisire immagini con risoluzione atomica delle superfici analizzate.
- Litografia con fasci elettronici